# NGC 8
NGC 8 là một hệ thống sao đôi quang học (K5 và F8) trong chòm sao Phi mã, nó được phát hiện vào ngày 29 tháng 9 năm 1865 bởi Otto Struve. Nó cách NGC 9 khoảng 2,7 phút cung. Chúng có vẻ không liên quan đến nhau, chỉ đơn giản là một cặp sao đôi quang học biểu kiến.